# Jizue
Дзидзу (яп. ジズー), также jizue, — японская инструментальная группа из Киото, играющая в стиле джаз-фьюжн. Название взято из написания прозвища французского футболиста Зинедина Зидана, «Zizou».

## История
Группа была основана в 2006 году гитаристом Норимаса Иноуэ, басистом Цуёси «Го» Ямада и барабанщиком Син Когава. Клавишница Нодзоми «Киё» Катаги присоединилась в следующем году. На членов группы оказали влияние построк и джаз. Соединив элементы рока с джазом, стиль группы стал похож на джаз-фьюжн.
Дзидзу выступали на нескольких крупных музыкальных фестивалях, таких как Fuji Rock Festival (2012).
В 2017 году группа подписала контракт с Victor Entertainment.
С 2015 года группа выступает не только в Японии, но и в Китае и в Индонезии.

## Участники
Сейчас в группе играют гитарист Норимаса Иноуэ, басист Цуёси «Го» Ямада и клавишница Нодзоми «Киё» Катаги.
Барабанщик Син Когава вышел из группы.

## Дискография

### Студийные альбомы
- Bookshelf (2010)
- Novel (2012)
- Journal (2013)
- Shiori[6] (2014)
- Story (2016)
- Room (2018)
- Gallery (2019)
- Seeds (2020)
- Garden (2021)

### Мини-альбомы
- Grassroots (2017)

### Синглы
- «Chaser/Sun» (2011)
- «Dance» (2013)
- «Christmas Comes to Our Place»
- «惑青 / 真黒» (2015, вместе с Shing02[англ.])
- «I Miss You» (2017)
- «P.D.A.» (2019)